# Turó del Jeroni
El Turó del Jeroni és una muntanya de 318 metres que es troba al municipi de Manresa, a la comarca catalana del Bages.